# Приднестровский кризис 2006 года
Приднестровский кризис 2006 года — резкое обострение дипломатических отношений между Кишинёвом, Тирасполем и Киевом в 2006 г.

## Начало конфликта
27-28 февраля 2006 в Кишинёве и Тирасполе состоялся очередной раунд переговоров по урегулированию приднестровского конфликта. Переговоры проходили в традиционном формате «5+2»: Приднестровье, Молдавия, ОБСЕ, Россия и Украина, США и Евросоюз.
Среди всех вопросов (экономические отношения между Молдавией и ПМР, контроль за деятельностью местных военно-промышленных предприятий и ситуация в зоне безопасности) наибольшие разногласия вызвал вопрос о новом порядке транзита товаров через приднестровско-украинскую границу. Молдавия потребовала от Украины выполнения договорённостей о пропуске товаров в Приднестровье и из него только по таможенным документам, оформленным молдавской таможней. Новые правила обслуживания грузов на украинско-молдавской границе были утверждены 30 декабря 2005 года на украинско-молдавских межправительственных переговорах. По этим правилам все грузы приднестровского происхождения должны проходить оформление в таможенной службе Молдавии, а не ПМР. Первоначально новый порядок планировалось ввести с 25 января, но по требованию Тирасполя его ввод в действие был отложен на неопределённый срок.

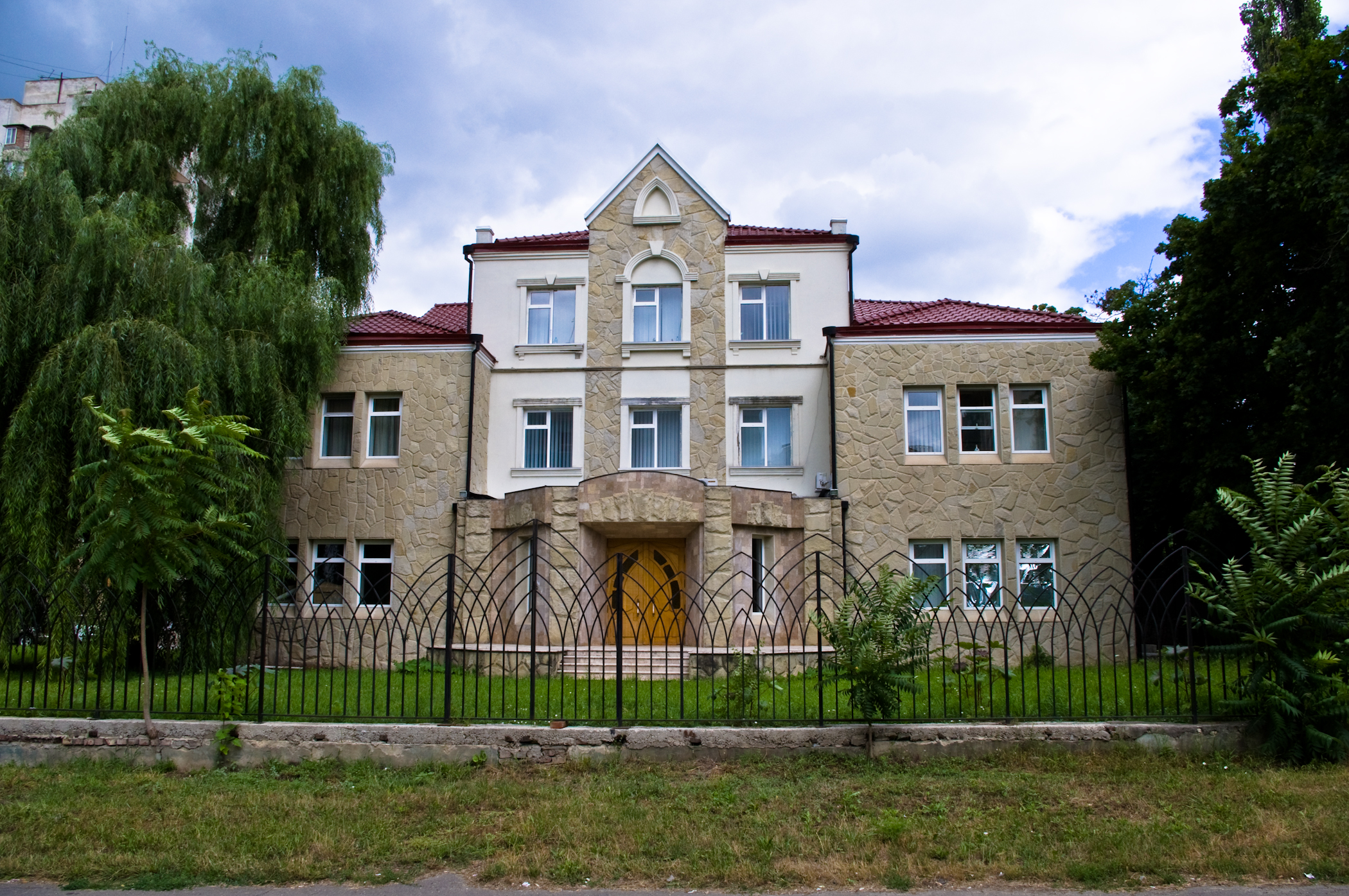
Министерство иностранных дел ПМР

Переговоры закончились скандалом после того, как молдавская делегация, возглавляемая министром реинтеграции Василием Шовой, покинула их в связи с конфликтом из-за проблемы землепользования на левом берегу Днестра в районе села Дороцкое — Молдавия требовала установления своей юрисдикции над этими землями. В специальном обращении, направленном в адрес ОБСЕ, России, Украины, ЕС и США, Молдавия констатировала отсутствие прогресса на переговорах и указала на препятствия, которые ПМР чинят свободному передвижению людей и грузов в зоне безопасности конфликта — имеется в виду затруднённый доступ жителей сёл Дубоссарского района, находящихся под юрисдикцией Молдавии, но расположенных на левом берегу Днестра, к своим землям накануне весенних посевных работ.

## «Экономическая блокада» ПМР

Эмблема таможни ПМР

1 марта украинское правительство приняло постановление, обязавшее украинскую таможню прекратить обслуживание грузов, которые не прошли таможенное оформление на территории Молдавии. Изменения вступили в действие 3 марта.
Приднестровские власти обвинили Украину в организации «экономической блокады» ПМР, экономика которой держится в основном на ре-экспорте.
4 марта с заявлением по приднестровскому вопросу выступил МИД РФ. Заявление было составлено в крайне резкой форме. МИД России заявил, что Украина действует без «учёта реалий и трезвости» в решении приднестровского конфликта, а её последние действия являются «попыткой оказать экономическое давление на Тирасполь с целью принуждения его к политической капитуляции в вопросах приднестровского урегулирования».
Председатель Государственной таможенной службы Украины Александр Егоров заявил прессе, что речь идёт не о блокаде, а лишь о наведении порядка на границе, с учётом того, что ПМР — непризнанная республика.
4 марта власти ПМР ввели ответные санкции и перестали пропускать через свою территорию транзитные грузы в молдавском и украинском направлениях.
На границе скопились десятки большегрузных автомобилей, которые выпустили с приднестровской территории, но из-за несоответствия новым требованиям не впускают на Украину. Тем временем приднестровские власти организовали проведение круглосуточных акций протеста у таможенных пунктов.
Руководство ПМР объявило о выходе из переговоров по урегулированию приднестровского конфликта. Президент ПМР Игорь Смирнов заявил: «Присоединяясь к блокадным действиям, Украина превращается из государства-гаранта в сторону конфликта, и в этих условиях переговоры отменяются». Он всё же связался по телефону с президентом Украины Виктором Ющенко и напомнил ему о меморандуме о нормализации отношений между Молдавией и ПМР, подписанном Леонидом Кучмой в 1997 году.

## Международная реакция
Россия, поддерживая позицию ПМР, 7 марта направила в Тирасполь группу представителей Совета безопасности, спецслужб, МИД и правительства. Возглавил группу посол по особым поручениям МИД РФ Валерий Кеняйкин.
США и Украина, наоборот, поддержали введение новых таможенных правил. Вашингтон призвал власти Приднестровья не препятствовать торговле между Украиной и Молдавией. Пресс-секретарь государственного департамента США Том Кейси заявил, что решение Украины выполнять таможенное соглашение с Молдавией — это важный шаг к обеспечению безопасности границ и окончательному решению конфликта.
Пресс-секретарь МИД Украины Василий Филипчук выразил недоумение в связи с заявлениями МИД России и приднестровских властей, сказав, что «действия украинской стороны вполне удовлетворяют европейским нормам и стандартам». Кабинет министров Украины выступил со своим заявлением: «Мы обеспокоены информацией о блокировании в регионе подъездных дорог к пунктам пропуска на приднестровском участке украинско-молдавской границы и давлении властей ПМР на приднестровских предпринимателей, чтобы принудить их отказаться от работы в новом режиме».
Молдавия категорически отвергла обвинения в экономической блокаде и нарушении меморандума 1997 года. Министр реинтеграции Молдавии Василий Шова считает, что этот документ действительно дает Приднестровью право заниматься внешнеэкономической деятельностью, но в рамках единого таможенного пространства с Молдавией. Молдавские власти заявляют, что приднестровские предприятия, зарегистрировавшиеся в молдавских ведомствах, могут беспрепятственно осуществлять экспортные операции.
10 марта министр экономики Приднестровья Елена Черненко на пресс-конференции заявила: «Все свои надежды по преодолению кризисной ситуации Тирасполь связывает только с Россией как единственной страной-гарантом, выполняющей свои обязательства».
Между тем Украина и Молдавия выступили с заявлениями, в которых опровергли введение блокады Приднестровья и обвинили тираспольские власти в самоизоляции. МИД Украины отметил, что украинские действия направлены исключительно на обеспечение эффективного контроля на молдавско-украинской границе и легализацию внешнеэкономической деятельности приднестровских хозяйствующих субъектов. Киев обвинил ПМР в блокировании движения транспорта через пункты пропуска на границе Платоново и Кучурган.
9 марта парламент Молдавии принял специальную декларацию по Приднестровью, осудив политику властей ПМР, препятствующих регистрации в Молдавии приднестровских экономических агентов. По мнению парламента, власти Приднестровья таким образом делают заложником своей политики всё население региона, угрожая ввергнуть его в настоящую гуманитарную катастрофу. Депутаты выразили сожаление, что Россия не даёт адекватной оценки происходящим событиям, поддерживая таким образом сепаратизм.
10 марта еврокомиссар по вопросам внешней политики и соседства Бенита Ферреро-Вальднер заявила, что Еврокомиссия осуждает «любые попытки самопровозглашённых приднестровских руководителей препятствовать легитимному движению товаров через украинско-молдавскую государственную границу».
10 марта официальный представитель МИД РФ Михаил Камынин сообщил, что посетившая Приднестровье российская межведомственная группа убедилась о возможности гуманитарной катастрофы уже в ближайшее время. Госдума также выразила «серьёзную озабоченность в связи с усилением напряженности и обострением ситуации вокруг Приднестровья».
14 марта на контрольно-пропускном пункте «Бендеры-1» кишиневского направления около 100 активистов международной молодёжной корпорации «Прорыв!», партии ЛДПР Приднестровья и Евразийского Союза Молодёжи провели антиблокадный пикет протеста. В тот же день прошли митинги в поддержку Приднестровья в Киеве (блок «Народная оппозиция»), в Одессе (областная организация партии «Союз») и в Абхазии.
16 марта приднестровская делегация отказалась от участия в переговорах по выходу из кризиса без участия России.
17 марта Тирасполь предупредил о возможном отключении электричества в Одесской области В этот же день Европарламент принял резолюцию, в которой призвал Россию прекратить поддержку Приднестровья и вывести войска и тяжелую технику из региона..
20 марта президент ПМР Игорь Смирнов обратился к Президенту России с призывом усилить миротворческую миссию Российской Федерации и не допустить гуманитарной катастрофы в регионе.
25 марта в Тирасполь прибыла автоколонна с гуманитарной помощью из России. Машины с гуманитарной помощью вышли из подмосковного Ногинска утром 22 марта. Для населения ПМР передано более 230 тонн медикаментов и продуктов питания. МИД Молдовы заявил, что считает необоснованным предоставление Россией гуманитарной помощи Приднестровью, МИД Украины считает это пропагандистской акцией.